# Albon (Drôme)
Albon ist eine französische Gemeinde im Norden des Départements Drôme in der Region Auvergne-Rhône-Alpes.

## Geografie
Albon ist eine Streusiedlungsgemeinde und besteht aus dem Dorf Saint-Romain-d’Albon und drei größeren Weilern: Saint-Martin-des-Rosiers, Le Creux-de-la-Thine und Saint-Philibert. Nachbargemeinden sind Anneyron, Beausemblant, Andancette, Saint-Rambert-d’Albon, Fay-le-Clos, Saint-Jean-de-Galaure und Saint-Uze. Das Gemeindegebiet wird vom Fluss Bancel durchquert.

## Bevölkerung
Mit 1.935 Einwohnern (Stand 1. Januar 2022) gehört Albon zu den mittelgroßen Gemeinden des Départements Drôme. 1975 wurden noch 1136 Personen gezählt, danach wurde vor allem in den 1980er Jahren ein starkes Bevölkerungswachstum verzeichnet.
| Jahr                       | 1962 | 1968 | 1975 | 1982 | 1990 | 1999 | 2006 | 2017 |
| Einwohner                  | 1173 | 1206 | 1136 | 1313 | 1543 | 1573 | 1725 | 1937 |
| Quellen: Cassini und INSEE |      |      |      |      |      |      |      |      |

## Geschichte

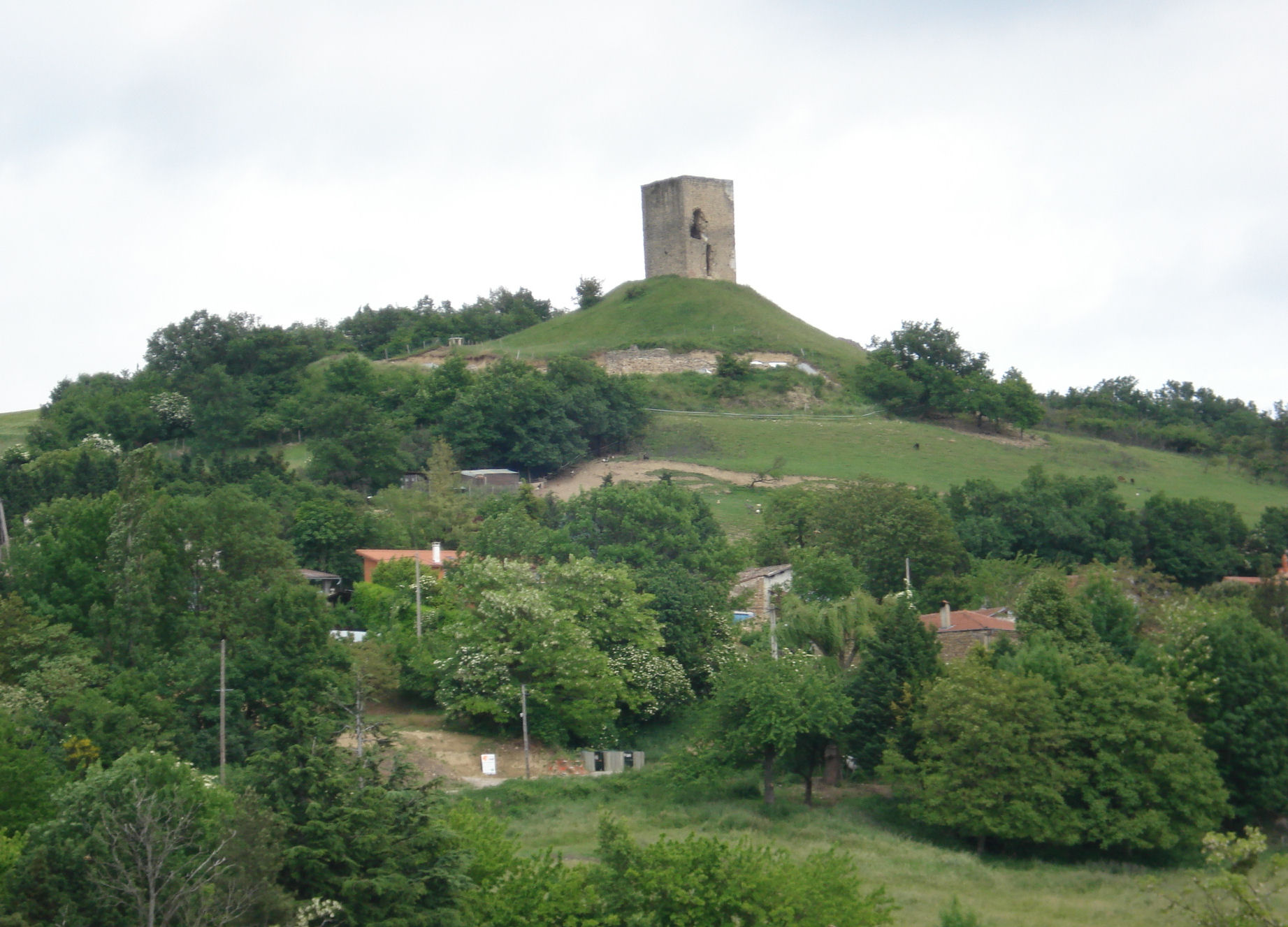
Turm der Burg Albon

Die Grafschaft Albon entstand, als der Erzbischof von Vienne aus der Grafschaft Vienne, die er 1023 erhalten hatte, zwei neue Lehen ausgliederte – Maurienne im Norden, woraus sich Savoyen entwickelte, und Albon im Süden, woraus die Dauphiné entstand. Letztere wurde den Grafen von Albon verliehen, die bald darauf den Haupttitel Graf von Viennois annahmen und sich ab etwa 1134 Dauphin von Viennois nannten.